# Scaletta Zanclea
Scaletta Zanclea ist eine Gemeinde der Metropolitanstadt Messina in der Region Sizilien in Italien mit 1845 Einwohnern (Stand 31. Dezember 2023).

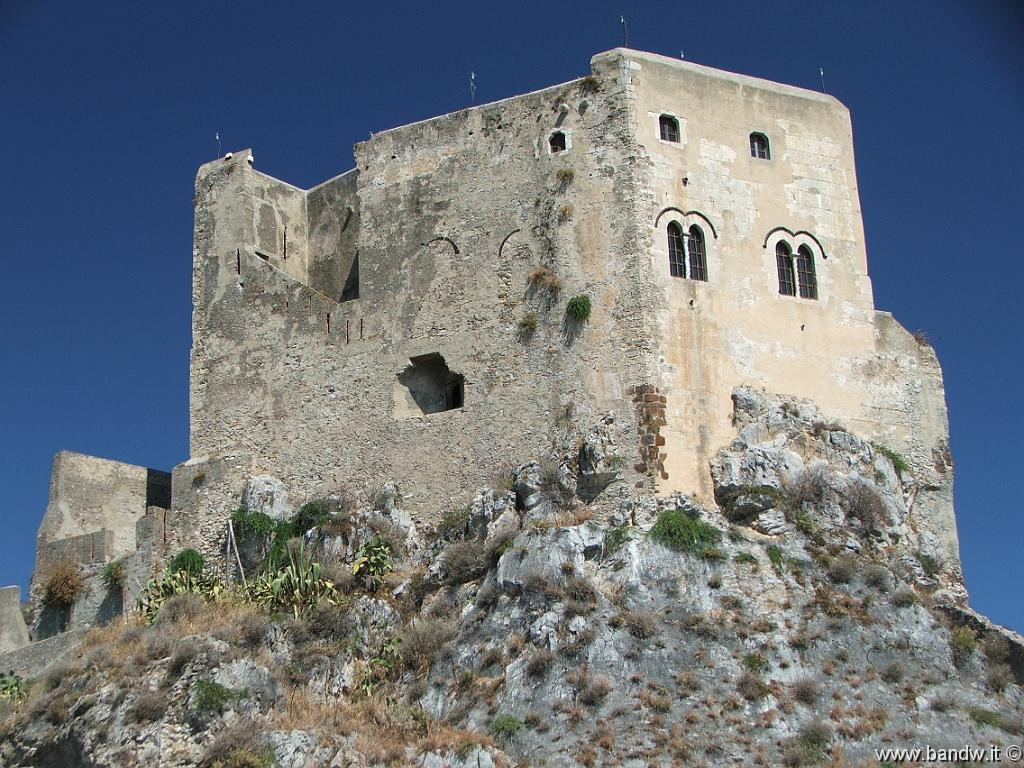
Schloss der Fürsten Ruffo in Scaletta

## Lage und Daten
Scaletta Zanclea liegt 17 Kilometer südwestlich von Messina und besteht aus den Ortsteilen Scaletta Marina, Scaletta Superiore, Guidomandri Marina und Guidomandri Superiore. Die Einwohner arbeiten hauptsächlich in der Landwirtschaft und in der Industrie in Messina.
Scaletta Zanclea liegt an der Autobahn A18/E45, die nächste Ausfahrt heißt Messina Sud/Tremestieri und ist etwa 13 km entfernt. Vom Bahnhof Scaletta Zanclea fährt die Bahn 20 Minuten nach Messina und über Taormina etwa 1 Stunde 40 Minuten nach Catania.
Die Nachbargemeinden sind: Itala und Messina.

## Name
Scaletta (deutsch „Treppchen“) beschreibt den stufenartigen Anstieg der Ortslage vom Meer bis zum Schloss, Zanclea bezieht sich als Adjektiv (deutsch etwa „zanklisch“) auf Zankle, den ersten griechischen Namen des benachbarten Messina, und dient damit zur Unterscheidung von anderen italienischen Orten mit Namen Scaletta.

## Geschichte
Der älteste Ortsteil Scaletta Superiore ist um das Schloss ab dem 16. Jahrhundert entstanden. Von 1928 bis 1947 gehörte auch das südlich benachbarte Itala zur politischen Gemeinde.
Am 1. Oktober 2009 wurde Scaletta Zanclea wie auch südliche Stadtteile Messinas durch Erdrutsche infolge einer Unwetterkatastrophe stark in Mitleidenschaft gezogen; mehr als 30 Menschen fanden dabei den Tod.

## Sehenswürdigkeiten
- Die romanische Burg, das spätere Schloss der Familie Ruffo, Fürsten von Scaletta, im Ortsteil Scaletta Superiore, erbaut vom 13. bis 17. Jahrhundert mit kulturhistorischen Sammlungen
- Die Kirche San Nicolò aus dem 17. Jahrhundert

Bei der Unwetterkatastrophe 2009 wurde der kulturhistorisch wertvolle Palazzetto Ruffo im Ortsteil Scaletta Marina zerstört.